# Hallenbad Ost (Kassel)

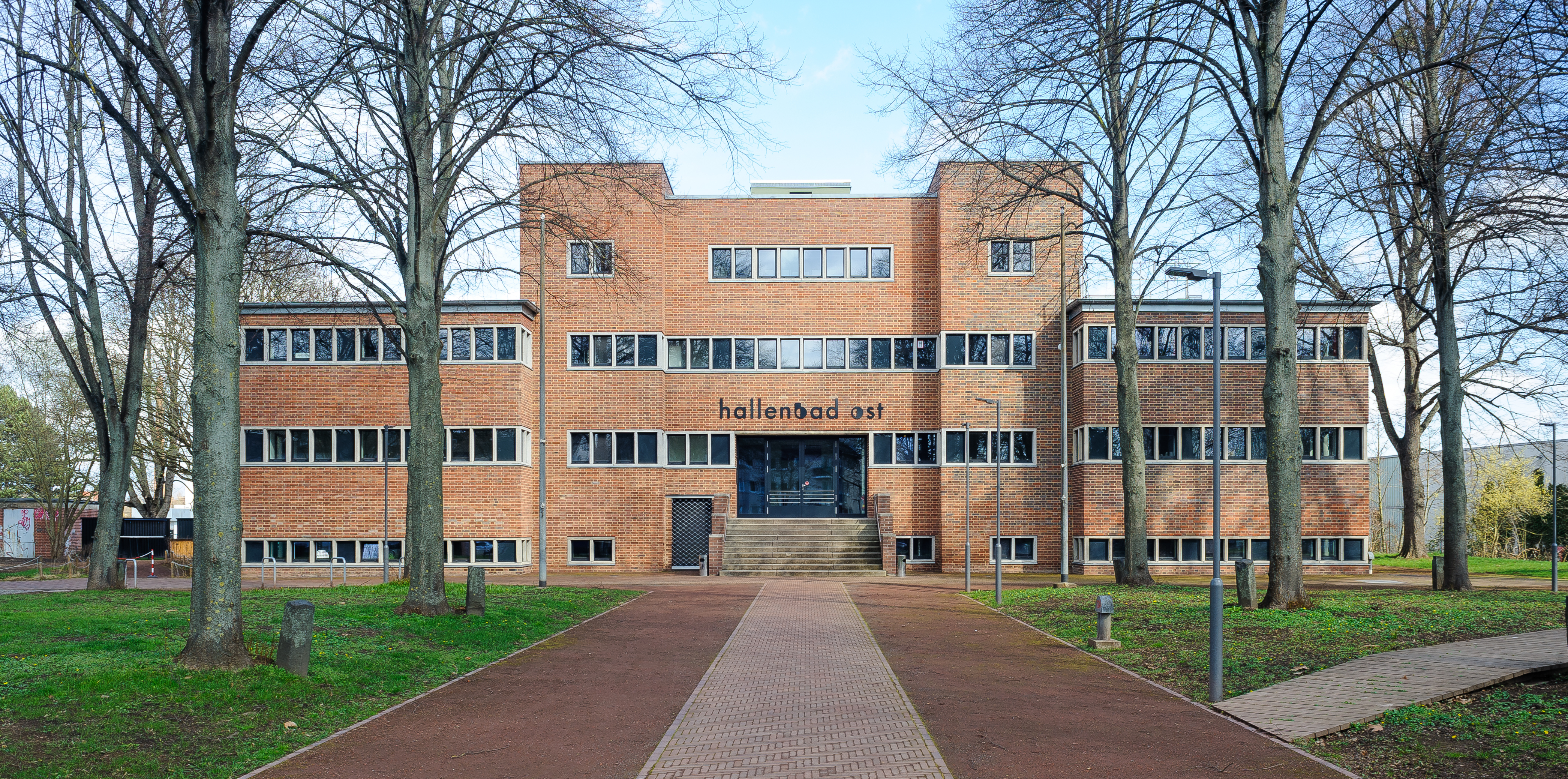
Hallenbad Ost nach Umbau. Foto vom 18. März 2023.

Das Hallenbad Ost ist ein ehemaliges Hallenbad im Kasseler Stadtteil Bettenhausen. Das Gebäude wurde im Jahr 1929 im Bauhausstil errichtet und im Juni 1930 eröffnet. Verantwortlich für die Gestaltung war zunächst Baurat Ernst Rothe vom Stadtbauamt, dessen ursprünglichen Entwurf Bauoberrat Gerhard Jobst entscheidend überarbeitete. Die Fassade des Gebäudes ist denkmalgeschützt.
Das Bad wurde 2007 aufgrund von Baufälligkeit stillgelegt und lag lange brach. Nach einer Sanierung wird es seit 2021 als Büro- und Veranstaltungshaus genutzt und war 2022 auch ein Standort der documenta fifteen.

## Geschichte
Seit der Wende zum 20. Jahrhundert war die Bevölkerung der Stadt Kassel schnell auf weit über 100.000 Einwohner gewachsen – und damit war auch Bedarf an Freizeit- und Hygieneeinrichtungen entstanden. Nachdem 1894 auf dem Gelände des Kleinen Forsts am Fackelteich in der heutigen Nürnberger Straße ein Gaswerk in Betrieb genommen war, konnte das Hallenbad so geplant werden, dass es von dort durch einen etwa 500 m langen Versorgungskanal mit Dampf, Warm- und Kaltwasser versorgt werden konnte; die Rohre verliefen parallel zur Söhrestraße am Wahlebach entlang.
Das Hallenbad wurde am 15. Juni 1930 eröffnet und von den 1929 als erste kommunale Aktiengesellschaft gegründeten Städtischen Werken betrieben.
Das Schwimmbecken des Bades ist 25 m lang und 12 m breit, hat ein Volumen von 570 m³ und wurde als Mehrzweckbecken mit angeschlossenem Nichtschwimmerteil konzipiert. Es wurde auch von Schulen zum Sportunterricht und von Vereinen als Trainingsort genutzt. Neben dem Freizeitwert war das Bad zu Beginn auch für die Hygiene der Bevölkerung wichtig, da nur wenige Wohnungen über ein Bad verfügten und das Hallenbad auch eine Anzahl von „Volksbadewannen“ anbot. Bereits im ersten Jahr wurden 230.000 Besucher verzeichnet.
Während des Zweiten Weltkriegs wurde das Gebäude durch Bomben beschädigt, aber bereits 1949 nach Reparaturen wieder in Betrieb genommen. Das Hallenbad bekam seinen Namenszusatz „Ost“, als 1967 das Stadtbad Mitte und 1971 das Hallenbad Süd in Betrieb genommen wurden. Als Modernisierungen wurden in der Nachkriegszeit eine finnische Sauna, eine Blockhaussauna im Freigelände, ein Sanarium, Tauchbecken, Solarien, Ruheräume und eine Liegewiese eingerichtet.

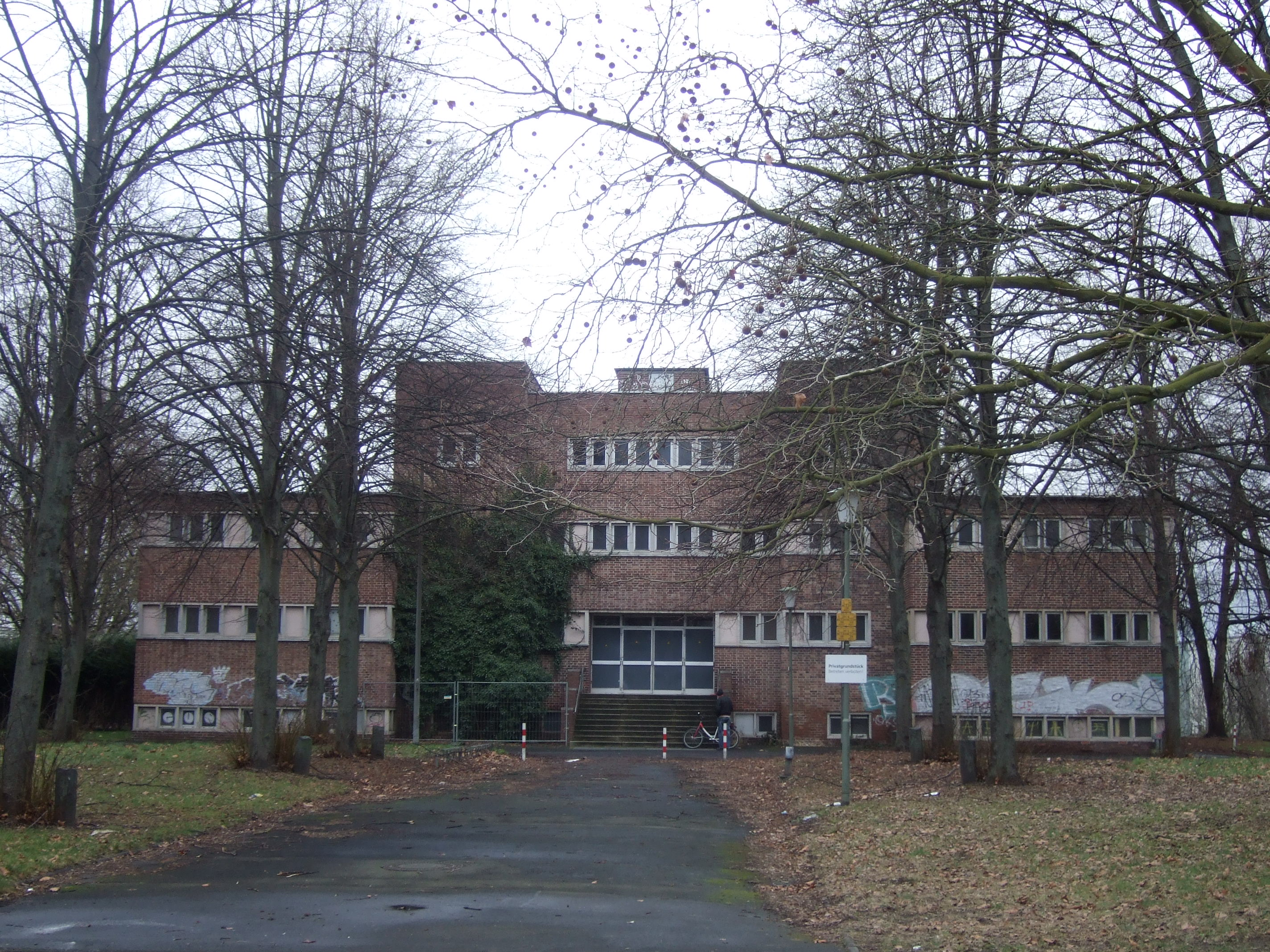
Das Bad in heruntergekommenem Zustand vor seiner Sanierung.

Da sich ab Mitte der 1990er Jahre die Besucherzahlen deutlich verringerten, weil eher ein Bedarf an Wellness- und Erlebnisbädern bestand und das Hallenbad Ost aufwendig hätte saniert werden müssen, wurde es schließlich 2007 stillgelegt und der Neubau des Bades am Auedamm beschlossen.

## Weitere Nutzung
Nach dem Verkauf des Gebäudes gab es verschiedene Pläne zur Nutzung, wie die Einrichtung eines Fitnessstudios, den Umbau zu einem „Erfinderhaus“ oder zu einem Bürogebäude. Ende 2016 waren die Städtischen Werke wieder im Besitz des Gebäudes; sie planten zunächst, es sanieren zu lassen und selbst dort Büros einzurichten. Schließlich wurde das Gebäude im Oktober an drei Kasseler Architekten verkauft, die dort neben ihrem Architekturbüro weitere Büroräume schaffen wollten. Ende 2020 standen Sanierung und Umbau kurz vor dem Abschluss, und die ersten Mieter konnten einziehen. 2022 erhielt der Umbau den 1. Platz im Hessischen Denkmalschutzpreis in der Kategorie „Transformatives Bauen“.

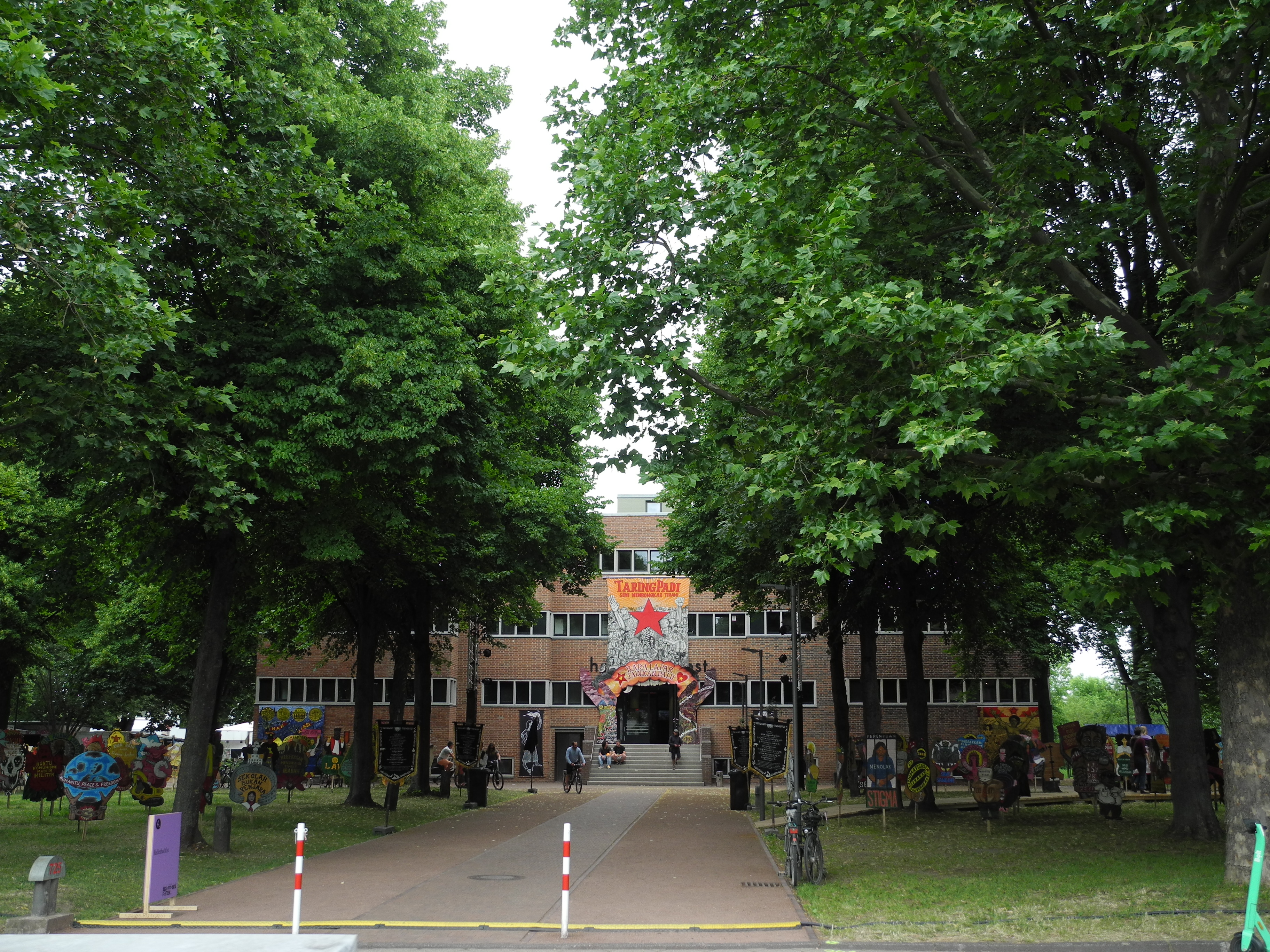
Ansicht des Hallenbades während der documenta fifteen – Figuren aus Pappe, Banner. Die Bäume waren Teil des Projektes 7000 Eichen von Joseph Beuys gewesen.

Das Hallenbad Ost war einer der Ausstellungsorte der documenta fifteen 2022. Während der Weltkunstausstellung wurden dort Werke des indonesischen Künstlerkollektivs Taring Padi gezeigt und ein Biergarten betrieben.